# Аркесилай (консул 267 г.)
Вижте пояснителната страница за други личности с името Аркесилай.
Аркесилай или Арцесилавс (на латински: Arcesilaus) е политик и сенатор на Римската империя през 3 век.
През 267 г. той е консул заедно с Патерн. Аркесилай в 267 году не смог отбить поход готов на Римскую империю. В походе участвовало 500 судов и несколько сот тысяч человек. Готы заняли Фракию, Македонию, Ахею и ближние земли Азии. И были разбиты и выдворенны только в 268.